# Lafayette (Indiana)
Lafayette ist eine City und Verwaltungssitz des Tippecanoe County im US-amerikanischen Bundesstaat Indiana, 101 Kilometer (63 Meilen) nordwestlich von Indianapolis.
Lafayette hatte nach einer Volkszählung von 2010 eine Einwohnerzahl von 67.140. Zusammen mit ihrer Schwesterstadt West Lafayette auf der gegenüberliegenden Seite des Wabash River bildet sie Greater Lafayette.
Neben dem Agrarsektor und der Purdue University in West Lafayette ist ein Automobilwerk von Subaru einer der größten Arbeitgeber in der Region.
Lafayette ist Sitz des Bistums Lafayette in Indiana.

## Geschichte
Die Gegend des heutigen Tippecanoe County wurde von einem Stamm der Miami bewohnt, die als Ouiatenon oder Wea bekannt waren. Die französische Regierung gründete 1717 das Fort Ouiatenon über dem Wabash River und 5 km südlich vom heutigen Lafayette.
Wie viele kleine Grenzstädte wurde die Stadt nach dem französischen General Lafayette benannt, der während des Amerikanischen Unabhängigkeitskrieges auf der Seite der Kolonisten gegen die Briten kämpfte und ein wichtiger militärischer Berater der Aufständischen war. In den USA wird er seither als Kriegsheld verehrt.

## Söhne und Töchter der Stadt
- Clara Shortridge Foltz (1849–1934), erste Anwältin in Kalifornien
- Ray Ewry (1873–1937), Leichtathlet, 10-facher Goldmedaillengewinner bei Olympischen Spielen
- Victor Potel (1889–1947), Schauspieler
- Louise Fazenda (1895–1962), Komikerin und Schauspielerin
- Allen Milner (1896–1938), Fechter
- Harold Harris (* 1934), Jazzpianist
- Sydney Pollack (1934–2008), Filmregisseur und Schauspieler
- Peter Carruthers (1935–1997), theoretischer Physiker
- John Korty (1936–2022), Filmregisseur, Drehbuchautor und Kameramann
- Eddy Davis (1940–2020), Jazzmusiker
- Donald E. Williams (1942–2016), NASA-Astronaut
- Annie Corley (* 1960), Schauspielerin
- Axl Rose (* 1962), Sänger der Band Guns N’ Roses
- William O. Stephens (* 1962), Philosoph und Philosophiehistoriker
- Izzy Stradlin (* 1962), ehemaliger Gitarrist bei Guns N’ Roses
- Embeth Davidtz (* 1965), Film- und Theaterschauspielerin
- Shannon Hoon (1967–1995), Sänger der Band Blind Melon
- Neal Mohan (* 1973), Manager
- Tammy Lynn Michaels (* 1974), Schauspielerin
- Janet Lee (* 1976), taiwanische Tennisspielerin
- Brandon Wagner (* 1987), Rennfahrer
- Claudia Lee (* 1996), Schauspielerin
- Holly Hendrix (* 1997), Pornodarstellerin